# Krajnici
Krajnici (mazedonisch Крајници) ist ein Dorf im zentralen Teil Nordmazedoniens, das zur Gemeinde Čaška gehört. Die nächstgelegene Stadt ist Veles.

## Geschichte

Karte von Krajnici innerhalb der Gemeinde Čaška

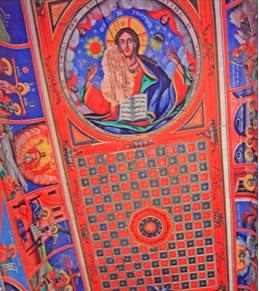
Fresko in der Kirche Sveti Nikola in Krajnici

Krajnici liegt in der historischen Landschaft Klepa, etwa 25 km südwestlich von Veles entfernt. Die im Jahr 1875 erbaute orthodoxe Kirche im Dorf ist dem Hl. Nikolaus von Myra gewidmet.
In der französischsprachigen Statistik Ethnographie des Vilayets d'Andrinople, de Monastir et de Salonique zählte im Jahr 1873 Krajnici 56 Familien mit 260 Bulgaren auf.
Seine Bewohner bekannten sich zu Beginn des 19. Jahrhunderts in einem Plebiszit zum bulgarischen Exarchat und waren Teil des bulgarischen Millets. Laut der Statistik des Ethnographen Wassil Kantschow aus dem Jahr 1900 zählte Krajnici 600 Einwohner, welche sich allesamt als Bulgaren deklarierten. Nach den Statistiken des Sekretärs des Exarchats Dimitar Mischew (La Macedoine et sa Population Chrétienne) im Jahr 1905 lebten in Krajnici 720 bulgarische Exarchisten, welche im Dorf eine bulgarische Grundschule besaßen.
Im Zuge des Balkankrieges meldeten sich 23 Dorfbewohner freiwillig bei der Makedonisch-Adrianopeler Landwehr, einem Freiwilligenverband der bulgarischen Armee.
1927 führte der deutsche Forscher Leonhard Schultze Krajnici auf seiner Karte Mazedoniens auf und ordnete es als ein bulgarisch-christliches Dorf ein.
Laut der letzten Volkszählung von 2002 lebten in Krajnici 15 Einwohner, allesamt Mazedonier.

## Persönlichkeiten
- Georgi Wardarski (1895–1922), bulgarischer Revolutionär der WMORO, starb zusammen mit Ljubomir Wessow
- Iwan Andow (?–1920), bulgarischer Geistlicher und Revolutionär der WMORO (Innere Makedonisch-Adrianopeler Revolutionäre Organisation)
- Iwan Gjoschew (1879–1922), Widerstandskämpfer der WMRO, starb im Kampf gegen serbische Gendarmen am 29. November 1922 zusammen mit Ilija Kuschew.
- Iwan Krajnitschanez (1869–1945), bulgarischer Pharmazeut
- Lazar Begler, bulgarischer Revolutionär der WMORO
- Lazar Kostow (1885–?), bulgarischer Revolutionär der WMORO[7]
- Pavle Ignovski (1921–2002), jugoslawischer und mazedonischer Partisan